# 박승호 (축구 선수)
박승호(朴昇浩, 2003년 9월 1일 ~ )는 대한민국의 축구 선수로, 포지션은 공격수이다. 현재 K리그1 인천 유나이티드 FC 소속이다.

## 유소년 시절
고등학교 3학년때 청룡기에서 무려 9골을 넣으며 득점왕을 수상했었다. 이후 문체부장관기 결승에서 또한 멀티골을 넣는 등 고교시절부터 매우 유명한 골잡이였다.
대학에 가서는 1학년임에도 리그에서 득점왕과, 왕중왕전 결승 무대에서 해트트릭을 기록하며 단국대학교가 왕중왕전에서 우승하는데에 큰 공을 세웠다.

## 수상 내역

### 대회 기록
- 제 58회 청룡기 전국고등학교 축구대회 우승: 2021
- 제 43회 문화체육관광부 전국 고등학교 축구 대회 우승: 2021
- 전국고등축구리그 왕중왕전 3위: 2021
- U리그 왕중왕전 우승: 2022

### 개인
- 제58회 청룡기고교축구대회 득점왕: 2021
- U리그 왕중왕전 득점왕: 2022